# Huiker
Huiker ókori egyiptomi uralkodó volt, akinek neve egyetlen ajtókeretről ismert, melyen titulatúrájának egy része fennmaradt. Az ajtókeretet Flinders Petrie találta Abüdoszban a 20. század elején; ma a Pennsylvaniai Egyetem Régészeti és Antropológiai Múzeuma gyűjteményében van (E 17316 A-B). Nem tudni, mikor uralkodott Huiker; próbálták az első és a második átmeneti korra datálni is.

## Dinasztiája
Petrie a nevet eredetileg Uakerrének olvasta, de a lelet datálásában bizonytalan volt, csak nagyjából helyezte el a VII. és a XIV. dinasztia közé. Gaston Maspero nem sokkal később a VI.-XI. dinasztiára datálta. Max Pieper ismerte fel a név helyes, Huiker olvasatát, és úgy tartotta, a király a XIII. és a XVIII. dinasztia közé tehető. Ludwig Borchardt ugyanerre a következtetésre jutott, Henri Gauthier pedig 1907-ben Maspero elképzelését követve ismét az első átmeneti korra datálta.
Detlef Franke vetette fel először egy ún. abüdoszi dinasztia létezését, amely Abüdosz környékét uraló helyi királyokból állt a második átmeneti korban, és Huikert is közéjük sorolta. Jürgen von Beckerath szintén a második átmeneti korra datálja, annak alapján, hogy az ajtókeret állítólag I. Szenuszert egy épületéből származik, bár Huiker Hórusz-neve, a Merut szokatlannak minősül ebben a korban.
Kim Ryholt szintén a Hórusz-név alapján próbálta datálni: mivel a Merut túl egyszerűnek tűnik a második átmeneti korban használt Hórusz-nevekhez képest, melyek általában két-három szóból állnak, Huiker szerinte korábban élt, az első átmeneti kor egy közelebbről meg nem határozott időszakában..

## Név, titulatúra
A fáraók titulatúrájának magyarázatát és történetét lásd az Ötelemű titulatúra szócikkben.
| G5 |

| G5 |

| U6 | r · w | t |

| U6 | r · w | t |

| U6 | r · w | t |

| U6 | r · w | t |

| G5 |

| G5 |

| U6 | r · w | t |

| U6 | r · w | t |

| U6 | r · w | t |

| U6 | r · w | t |

| G39 | N5 | \| \| |
|     |    |       |

|  |

| G39 | N5 | \| \| |
|     |    |       |

|  |

| Aa1 | G43 | i | q · r |

| Aa1 | G43 | i | q · r |

| Aa1 | G43 | i | q · r |

| Aa1 | G43 | i | q · r |

| Aa1 | G43 | i | q · r |

| Aa1 | G43 | i | q · r |

| Aa1 | G43 | i | q · r |

| Aa1 | G43 | i | q · r |

| G39 | N5 | \| \| |
|     |    |       |

|  |

| G39 | N5 | \| \| |
|     |    |       |

|  |

| Aa1 | G43 | i | q · r |

| Aa1 | G43 | i | q · r |

| Aa1 | G43 | i | q · r |

| Aa1 | G43 | i | q · r |

| Aa1 | G43 | i | q · r |

| Aa1 | G43 | i | q · r |

| Aa1 | G43 | i | q · r |

| Aa1 | G43 | i | q · r |

## Fordítás
- Ez a szócikk részben vagy egészben  a   Khuiqer című angol Wikipédia-szócikk ezen változatának fordításán alapul.  Az eredeti cikk szerkesztőit annak laptörténete sorolja fel. Ez a jelzés csupán a megfogalmazás eredetét és a szerzői jogokat jelzi, nem szolgál a cikkben szereplő információk forrásmegjelöléseként.